# 珀爾比奇 (密歇根州)
珀爾比奇（英語：Pearl Beach）是位於美國密歇根州聖克萊爾縣克萊鎮區的一個普查規定居民點。

## 人口
根據2020年美國人口普查的數據，珀爾比奇的面積為14.63平方千米，當中陸地面積為12.43平方千米，而水域面積為2.19平方千米。當地共有人口4698人，而人口密度為每平方千米321.12人。